# Edo (okres)

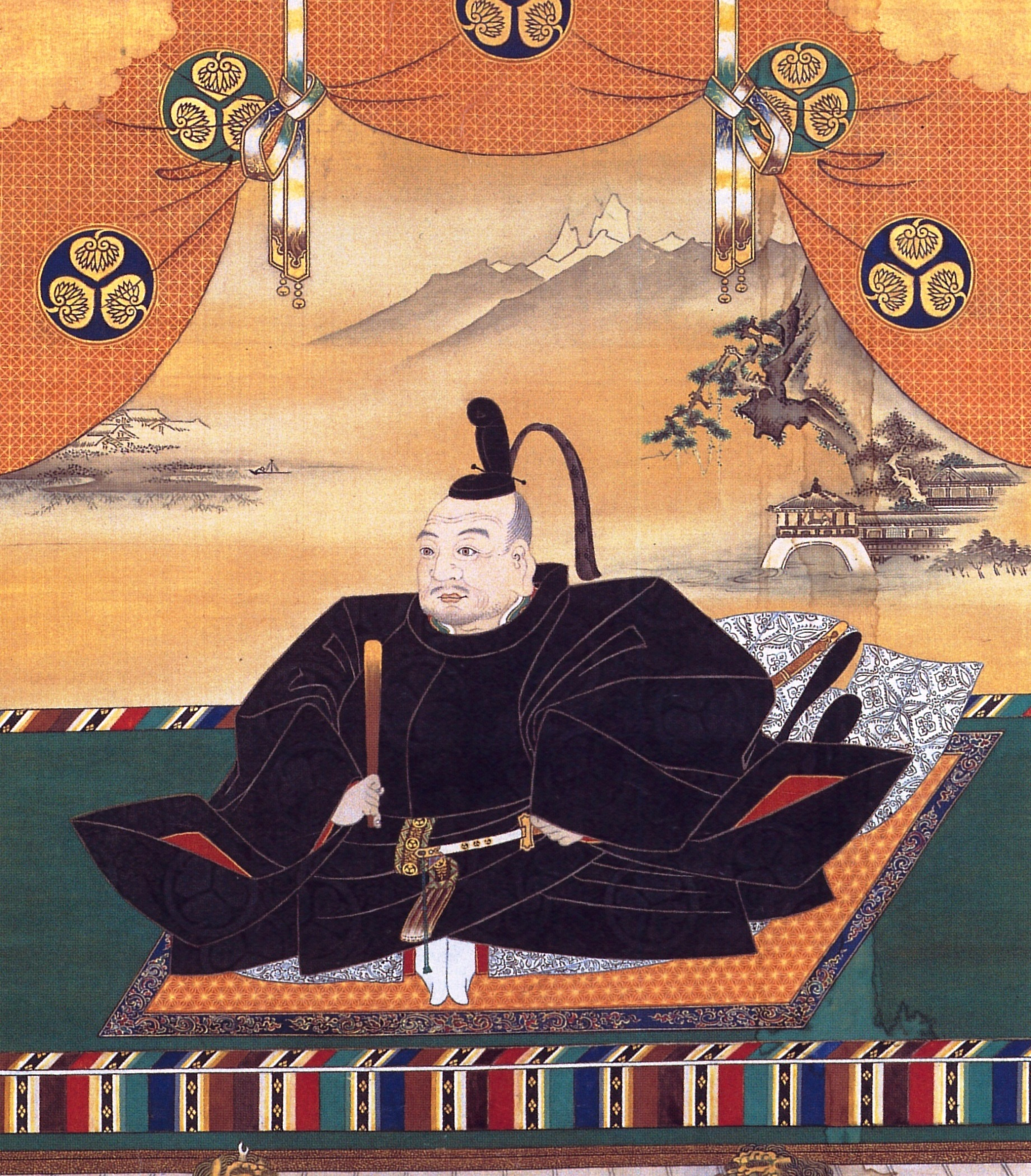
Siogun Ieyasu Tokugawa (1543-1616)

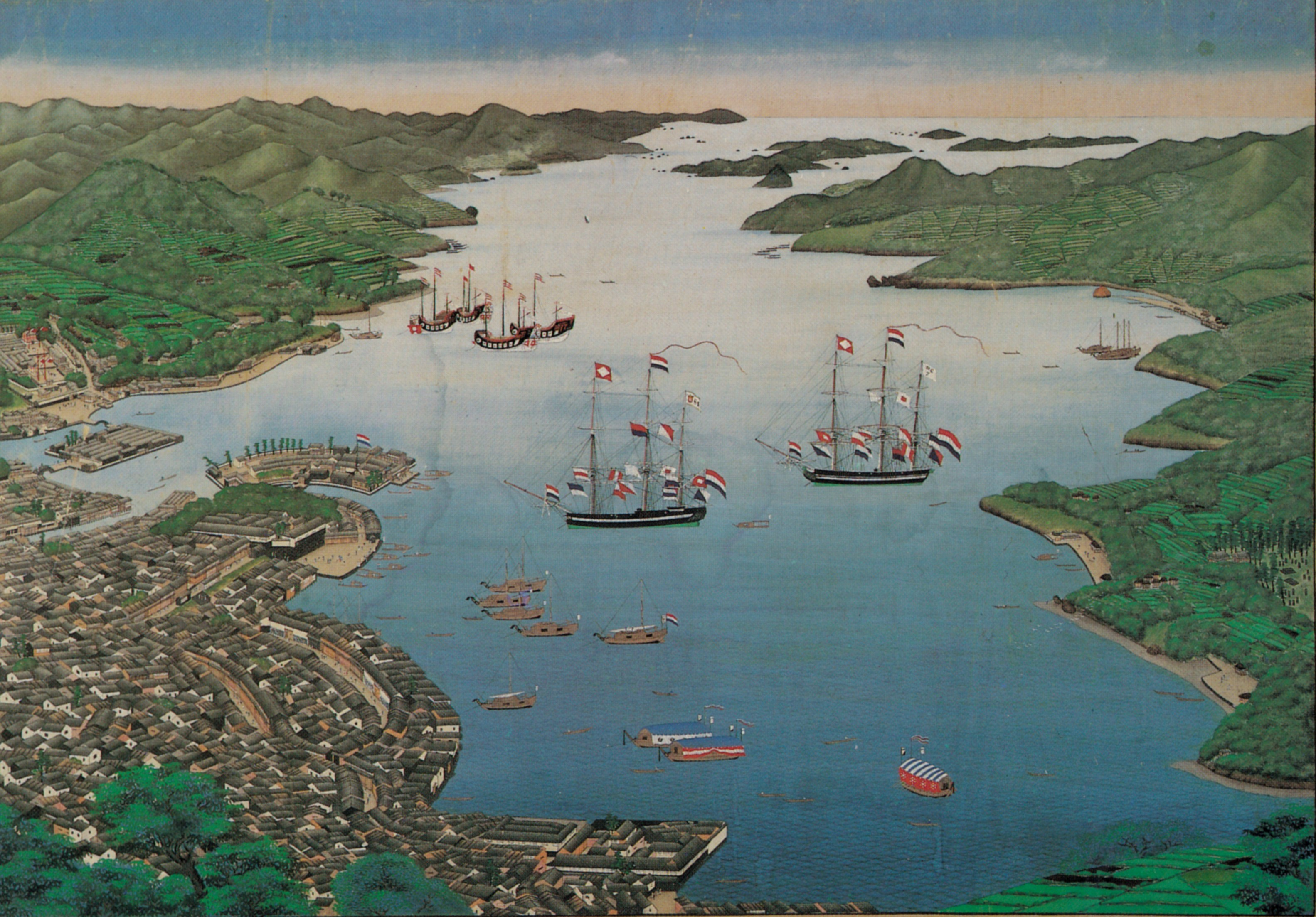
Zatoka Nagasaki i Dejima (po lewej stronie, w kształcie wachlarza)

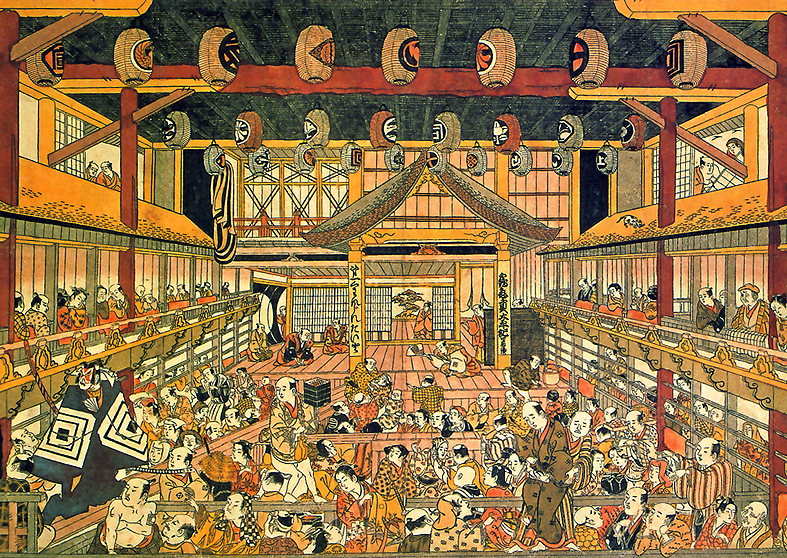
Kiyotada Torii I, Przedstawienie teatru kabuki (poł. XVIII w.)

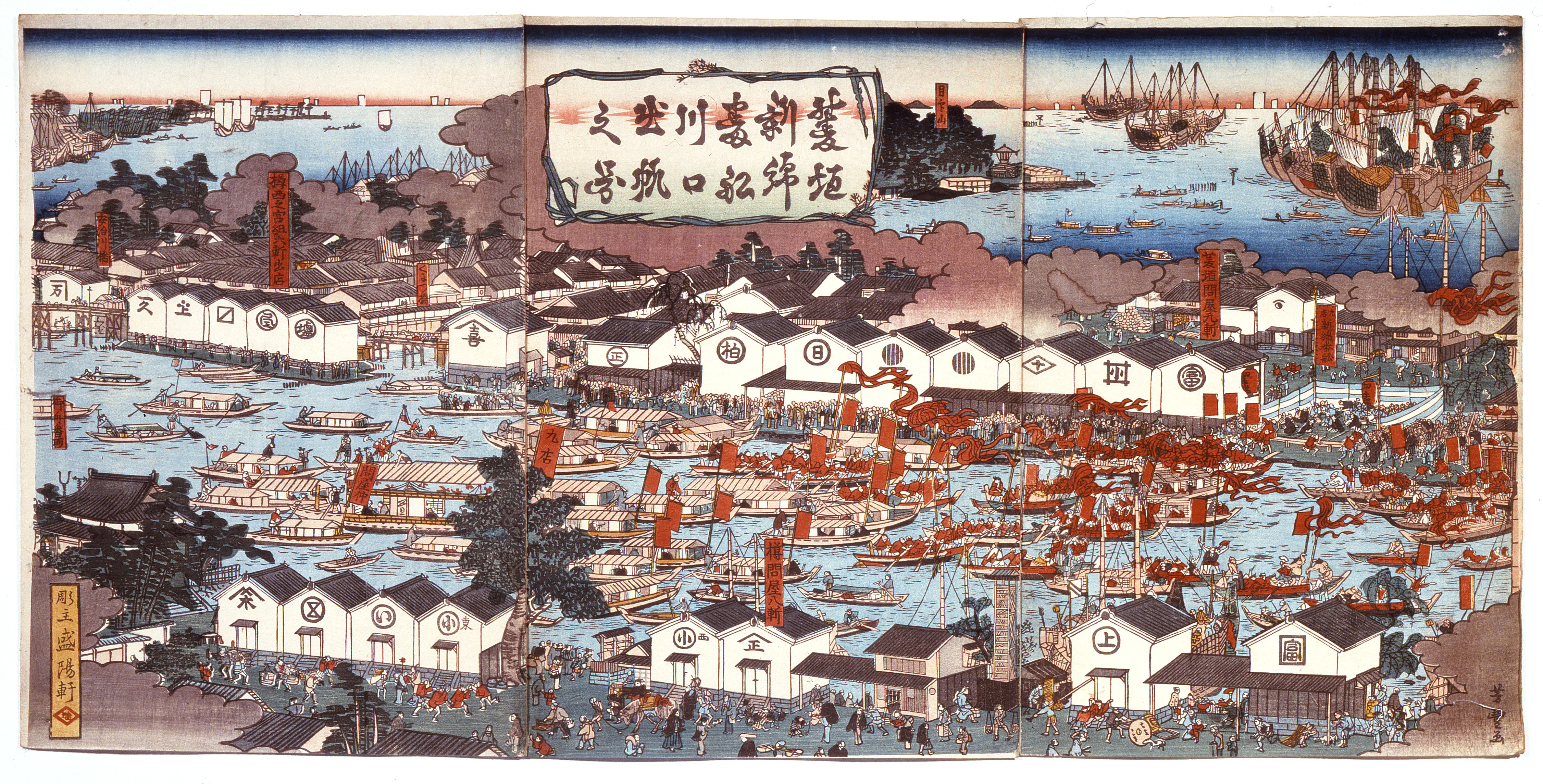
Yoshitoyo Gansuitei (1830-1866), Statki transportowe z bawełną ścigające się do Edo wypływają z ujścia rzeki Aji [w Osace] (ok. 1855)

Okres Edo (jap. 江戸時代 Edo-jidai) lub Tokugawa (jap. 德川時代 Tokugawa-jidai) – okres w historii Japonii trwający od 1603 do 1868, w którym rzeczywistą władzę sprawowali sioguni z rodu Tokugawa.

## Wiek XVII
W 1603 r., w wyniku zwycięstwa w wojnie domowej, do władzy w Japonii doszedł feudalny ród Tokugawa. Początek XVII w. był okresem znacznego rozwoju rzemiosła i handlu, rozbudowywały się miasta. Osaka i Kioto w połowie XVII w. liczyły po pół miliona mieszkańców. Pierwszym krokiem do zapewnienia sobie trwałej dominacji było zdobycie odpowiedniego zaplecza finansowego i strategicznego. W tym celu w wyniku licznych konfiskat ziemi wartość posiadłości własnych klanu Tokugawa zwiększyła się z około 2 000 000 do 6 800 000 koku – jednostki oznaczającej 180,39 litrów ryżu, co uznawano wówczas za ilość wystarczającą do wykarmienia jednej osoby przez rok. Dawało to rodowi panującemu wysoką przewagę nad rywalami, zarówno w ziemi jak i ludziach – najbliższy im pod względem potęgi ród Maeda osiągał przychód 1 023 000 koku. Do rodu Tokugawa należało ok. ¼ obszaru Japonii. Jego przedstawiciele, jako sioguni, sprawowali rządy w państwie przez 250 lat. W pierwszej kolejności ograniczyli oni rządy cesarza, którego rola sprowadzona została jedynie do funkcji ceremonialnych.
Ogół obywateli został poddany ścisłej kontroli administracji centralnej, która poprzez system nakazów określała podatki, obowiązki, sposób zachowania się, ubierania i życia poszczególnych grup społeczeństwa. Chłopom nie wolno było zajmować się handlem i rzemiosłem, a mieszczanom nosić ozdób ze złota i srebra ani budować wysokich domów. Bogacili się natomiast kupcy, którzy zrzeszeni byli w gildiach. Możnowładcom nie wolno było utrzymywać własnych oddziałów samurajów ponad określoną ich liczbę. Wobec braku wojen warstwa samurajów szybko się kurczyła, a poza wojowaniem nie wolno im było zajmować się niczym innym. 
Równocześnie, aby uchronić kraj przed wpływami zewnętrznymi, w tym głównie przed szerzeniem się chrześcijaństwa, w 1639 r. zamknięte zostały granice zarówno dla ludzi, jak i towarów (sakoku). Handel zagraniczny został znacznie ograniczony. Zezwolenie władz na wymianę handlową miały jedynie faktorie chińskie i holenderska na wysepce Dejima u wybrzeży Nagasaki. 
Edo (dzisiejsze Tokio) w 1657 r. strawił trwający trzy dni pożar, w którym życie straciło około 100 tys. ludzi.
System wprowadzony za panowania klanu Tokugawa nazwany został przez historyków bakuhan. Łączył bowiem istnienie bakufu (siogunatu) i systemu hanów – lenn feudalnych w większości rządzonych przez władców ziemskich, daimyō. W układzie tym siogun był postacią centralną, faktycznym hegemonem kraju. Dokoła niego wyrastały ciała doradcze i administracyjne, złożone zwykle z najbliższych mu daimyō. Należy tu jednak zaznaczyć, że choć na płaszczyźnie stosunków pomiędzy daimyō a siogunem system ten miał charakter czysto feudalny, o tyle już w poszczególnych jednostkach administracyjnych władzę sprawowano metodami biurokratycznymi.
Scentralizowane, sprawne zarządzanie i brak jakichkolwiek niepokojów wewnętrznych początkowo sprzyjały rozwojowi gospodarki, kultury i sztuki. Rosły miasta, rozwijało się rzemiosło, w sztuce rozkwitały malarstwo, poezja i teatr. Jednakże krwawa rozprawa z misjonarzami portugalskimi, brak kontaktów z Europejczykami, odcięcie się Japonii od wszelkich wynalazków i osiągnięć naukowych z zewnętrznego świata – to wszystko w dłuższym okresie spowodowało zapóźnienie gospodarcze państwa. Było ono już wyraźnie widoczne pod koniec XVII w., gdy doszło w kraju do szeregu buntów chłopskich i rewolucyjnych rozruchów w miastach. Jednakże ponowne otwarcie Japonii na świat zewnętrzny nastąpiło dopiero w połowie XIX w.

## Wiek XVIII
W XVIII w. nadal trwała samoizolacja Japonii od reszty świata. Dozwolone dotąd przez siogunów panującej dynastii Tokugawa kontakty handlowe z zagranicą tylko poprzez kupców holenderskich, w 1715 r. zostały także poważnie ograniczone. Natomiast od 1720 r. przyzwolono na import książek z Europy celem poznania i wykorzystania nowych osiągnięć, zwłaszcza w nauce i medycynie (rangaku). Mimo izolacji, Japonia w XVII i pierwszej połowie XVIII w. rozwijała się względnie dynamicznie. Rozbudowywały się miasta, rosła liczba ludności (25 milionów w 1800 r.) oraz produkcja rolnicza i rzemieślnicza, by zaspokoić wzrastający popyt na żywność i inne towary.
W 1703 r. największe miasto Japonii, Edo, zostało ponownie, po niespełna 50 latach, poważnie zniszczone przez trzęsienie ziemi i pożar. Wiele dużych klęsk żywiołowych miało miejsce także w połowie stulecia. Spowodowały one, pospołu z korupcją władz i zapóźnieniami technicznymi związanymi z autarchią kraju, zahamowanie rozwoju gospodarczego. Konsekwencją tego był wzrost niedostatku ludności, głód, niepokoje społeczne i rewolty chłopskie, które wybuchły po 1760 r.
Buntowała się także biedna ludność miast w proteście przeciwko wysokim cenom ryżu sprzedawanego po spekulacyjnych cenach przez monopolistycznych kupców – lichwiarzy. Największe „bunty ryżowe” miały miejsce w 1787 r., ogarniając liczne miasta. Powstańcy plądrowali domy kupców i magazyny żywnościowe, rozdając zdobyte zapasy ryżu pomiędzy głodujących. Feudalne rządy siogunów zwykle bezwzględnie i z wielkim okrucieństwem rozprawiały się ze zbuntowaną ludnością, a zwłaszcza z przywódcami rebelii, stając zawsze po stronie feudałów ziemskich, samurajów i kupców.

## Wiek XIX
Wszelkie propozycje nawiązania kontaktów handlowych i gospodarczych, stawiane w latach 1820–1850 Japonii, głównie przez ekspedycje poselskie Rosji i Wielkiej Brytanii, były odrzucane przez rządy panującego rodu Tokugawa. Zezwalały one, pod ścisłą kontrolą, na prowadzenie ograniczonego handlu wyłącznie przez kupców chińskich i holenderskich.

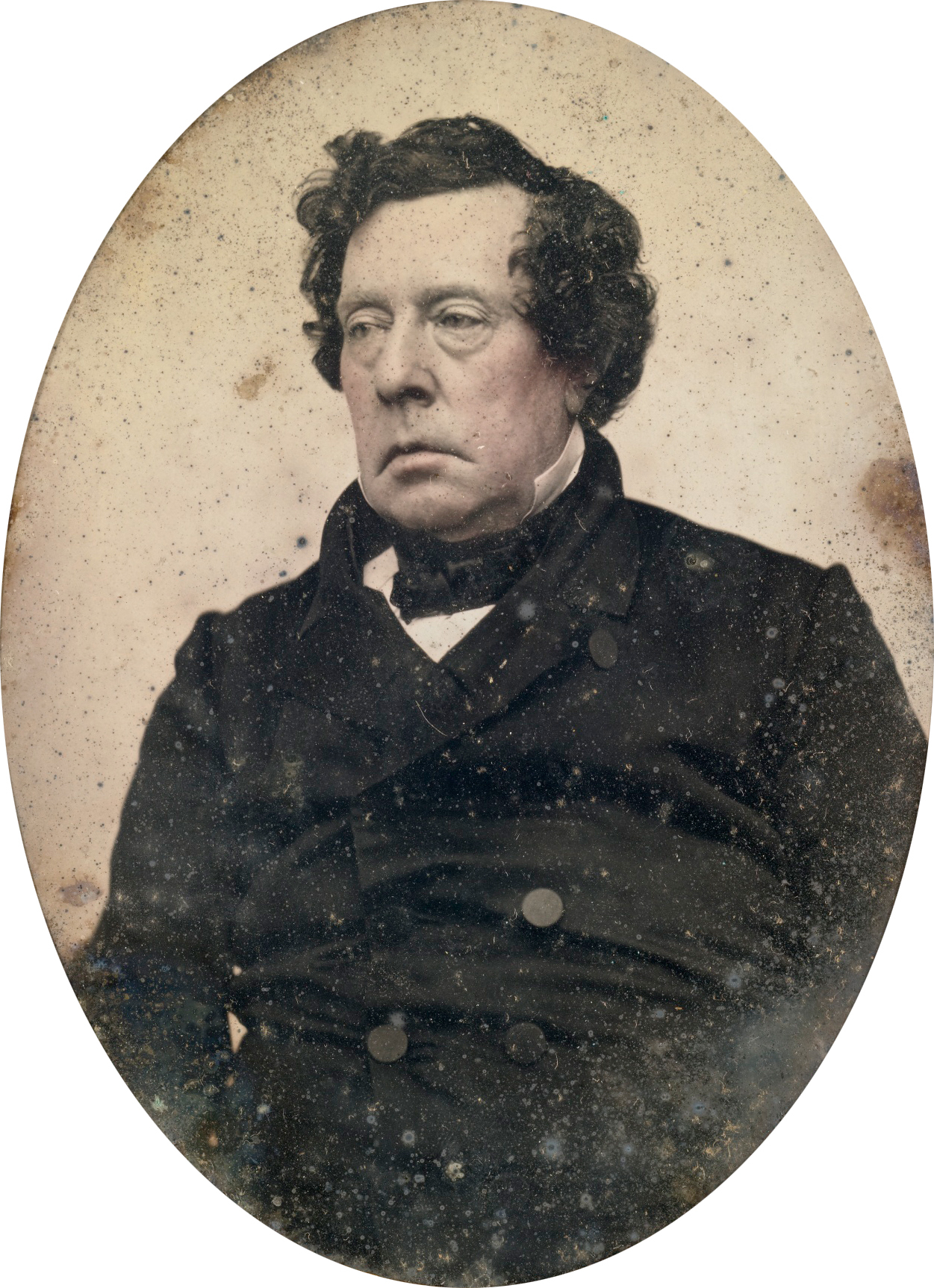
Komodor Matthew Perry (1794-1858)

Równocześnie nastąpiła w Japonii zmiana gospodarki z typowo feudalnej na wczesnokapitalistyczną. Na skutek zagarniania przez lichwiarzy drobnych działek zadłużonych i zubożałych chłopów, przenosili się oni masowo do miast, stając się tam tanią siłą roboczą do wynajęcia. Zatrudniani byli w organizowanych przez książąt feudalnych manufakturach, wśród których najwięcej było włókienniczych, przędzalniczych, tkalni jedwabiu, farbiarni, garncarni, wytwórni papieru i laki. Przeobrażeniu uległa też feudalna klasa samurajów. Ich usługi wojskowe stały się zbędne i w coraz większym stopniu zajmowali się oni handlem i drobnym rzemiosłem. Zasilili też kręgi opozycji przeciwko siogunatowi, krępującemu poprzez podatki i reglamentacje rozwój ich zakładów pracy.
Po zwycięskich dla mocarstw europejskich wojnach opiumowych w Chinach, również Stany Zjednoczone zainteresowały się możliwościami wykorzystania Azji Wschodniej jako swego rynku zbytu. Na przełomie XVIII i XIX wieku Amerykanie rozpoczęli kontakty handlowe z Chinami, zaś ich wielorybnicy działali na północnym Pacyfiku. To właśnie zapewnienie załogom statków zaopatrzenia i pomocy w razie katastrof było oficjalnym powodem, dla którego USA podejmowało próby nawiązania współpracy z władzami japońskimi. Podejmowano kolejne próby uzyskania pozwolenia na zawijanie do portów japońskich, lecz początkowo nie osiągano na tym polu sukcesów. W roku 1837 do zatoki Edo wpłynął amerykański statek handlowy „Morrison”, na pokładzie którego znajdowali się rozbitkowie japońscy. Zanim udało mu się zawinąć do portu został ostrzelany z dział artyleryjskich i zmuszony do ucieczki. W roku 1846 do Japonii przybył komodor Biddle, lecz nie chcąc używać siły również niczego nie wskórał. 
Dopiero w 1853 r. rząd USA wysłał do Japonii wojskową ekspedycję pod dowództwem Matthew Perry’ego z propozycjami udostępnienia jednego lub dwóch portów na Wyspach Japońskich dla utworzenia w nich amerykańskich baz handlowych i zaopatrzeniowych dla statków wielorybniczych. Perry dał do zrozumienia Japończykom, że ich zacofana armia nie będzie stanowić przeszkody dla armii amerykańskiej. Rok później (1854) powrócił do zatoki Edo na czele nowej ekspedycji składającej się z dziewięciu amerykańskich okrętów wojennych z 250 działami i desantem piechoty morskiej. Po demonstracji sił amerykańskich siogun zgodził się na zawarcie traktatu w Kanagawie (obecnie jedna z dzielnic Jokohamy), zgodnie z którym otwarto dla handlu ze Stanami Zjednoczonymi dwa porty: Shimoda i Hakodate. W ciągu kilku lat podobne układy zawarła Japonia również z Wielką Brytanią, Rosją, Francją i Holandią.
W latach 1867–1869 miała miejsce wojna boshin, w wyniku której siogun Yoshinobu Tokugawa został zmuszony do rezygnacji. Nastąpiła datowana na 1868 rok restauracja Meiji i okres otwarcia Japonii na wpływy zagraniczne i rozpoczęcia ekspansji terytorialnej (okres Meiji).